# Avenue de Paris (Blagnac)
Pour les articles homonymes, voir Avenue de Paris.
« Route nationale 2621 » redirige ici. Pour l'autoroute dont elle est issue, voir Autoroute A621 (France).
L'avenue de Paris (en occitan : avenguda de París) est une voie publique de Blagnac qui constitue, avec l'avenue de Rome depuis 2006, le principal accès à l'aéroport de Toulouse-Blagnac.
Elle correspond également à la route nationale no 2621.

## Situation et accès
L'avenue de Paris est une voie publique située dans Blagnac. Elle correspond depuis le 16 septembre 2019 à l'intégralité de la route nationale 2621, créée à la suite d'un déclassement partiel de l'autoroute A621.
L'avenue de Paris rencontre les voies suivantes, d'est en ouest (« g » indique que la rue se situe à gauche, « d » à droite) :
- Rue Dieudonné Costes (g) et rue Marcel Doret (d)
- Rond-point de l'Envol (fin de l'avenue) et avenue de Rome (d)

## Historique
- 1978 : Ouverture de l'avenue de Paris à la circulation[3],[4], en même temps que le nouveau terminal de l'aéroport[5] ;
- 1991 : intégration à l'autoroute A621 ;
- 2019 (16 septembre) : déclassement de l'A621 en N2621 sur le tronçon correspondant à l'avenue de Paris[2].